# Swiss Open Gstaad 1993
Lo Swiss Open Gstaad 1993 è stato un torneo di tennis giocato sulla terra rossa. È la 79ª edizione dell'Swiss Open,che fa parte della categoria World Series nell'ambito dell'ATP Tour 1993. Si è giocato al Roy Emerson Arena di Gstaad in Svizzera, dal 5 all'11 luglio 1993.

## Campioni

### Singolare
Sergi Bruguera ha battuto in finale  Karel Nováček con il punteggio di 6–3, 6–4

### Doppio
Cédric Pioline /  Marc Rosset hanno battuto in finale  Hendrik Jan Davids /  Piet Norval con il punteggio di 6–3, 3–6, 7–6